# Hypena acmonalis
Hypena acmonalis är en fjärilsart som beskrevs av Walker 1858. Hypena acmonalis ingår i släktet Hypena och familjen nattflyn. Inga underarter finns listade i Catalogue of Life.